# Вила-Франка-ду-Кампу
Вила-Франка-ду-Кампу (порт. Vila Franca do Campo; ['vilɐ 'fɾɐ̃kɐ du 'kɐ̃pu]) — деревня в Португалии, центр одноимённого муниципалитета в составе автономного региона Азорские острова. Расположена на острове Сан-Мигел.
Численность населения — 5,1 тыс. жителей (посёлок), 11,1 тыс. жителей (муниципалитет) на 2001 год. Занимает площадь 78,00 км².
Покровителем деревни считается Архангел Михаил (порт. São Miguel).
Праздник деревни — 24 июня.

## Расположение
| mapas.sapo.pt Архивная копия от 19 апреля 2008 на Wayback Machine |

Деревня расположена в 20 км на восток от адм. центра автономного региона города Понта-Делгада.
Муниципалитет граничит:
- на севере — муниципалитет Рибейра-Гранде
- на востоке — муниципалитет Вила-да-Повуасан
- на юге — Атлантический океан
- на западе — муниципалитет Лагоа

## История
Деревня основана в 1472 году.

## Население
| Численность населения муниципалитета по годам | Численность населения муниципалитета по годам | Численность населения муниципалитета по годам | Численность населения муниципалитета по годам | Численность населения муниципалитета по годам | Численность населения муниципалитета по годам | Численность населения муниципалитета по годам | Численность населения муниципалитета по годам |
| --------------------------------------------- | --------------------------------------------- | --------------------------------------------- | --------------------------------------------- | --------------------------------------------- | --------------------------------------------- | --------------------------------------------- | --------------------------------------------- |
| 1849                                          | 1900                                          | 1930                                          | 1960                                          | 1981                                          | 1991                                          | 2001                                          | 2004                                          |
| 8 398                                         | 11 190                                        | 11 204                                        | 14 596                                        | 11 866                                        | 11 050                                        | 11 150                                        | 11 039                                        |

## Достопримечательности
- Приходская церковь Святого Петра (Igreja Paroquial de São Pedro)
- Часовня Святой Екатерины (Ermida de Santa Catarina)
- Часовня Святой Богородицы Согласия (Ermida de Nossa Senhora da Paz)
- Церковь и монастырь Святого Франциска (Igreja e Convento de São Francisco)
- Гончарное производство и печь на ул. Падре Лусинду (Olaria e forno anexo na Rua Padre Lucindo)
- 4 драконовых дерева в местечке Прайя (4 exemplares de dragoeiro no lugar da Praia)

## Состав муниципалитета
В муниципалитет входят следующие районы:
1. Понта-Гарса
2. Рибейра-Сека
3. Рибейра-даш-Таиньяш
4. Сан-Мигел
5. Сан-Педру
6. Агуа-де-Алту